# My Favorite Things (竹井詩織里のアルバム)
『My Favorite Things』（マイ フェイバリット シングス）は、竹井詩織里の1枚目のアルバム。CDコードはGZCA-5049。

## 概要
- 「静かなるメロディー」「君に恋してる」の2曲のシングル曲を収録したファーストアルバム。
- HMVの主要店舗限定で先着購入者特典として、映画『サウンド・オブ・ミュージック』の劇中歌でもありタイトルにも冠している「My Favorite Things」をカバー収録した8cmCDが封入されていた。この曲はもともと本作の収録曲として制作が進められていたが、収録が中止となり、今回は特典CDのみの収録となったが後に彼女の2nd Indies Album 「The note of my nineteen years」に収録される。

## 収録曲
1. 静かなるメロディー
  - 作詞：AZUKI七／作曲：大野愛果／編曲：小林哲
2. あの海が見えたら
  - 作詞：竹井詩織里／作曲：徳永暁人／編曲：麻井寛史
3. close line
  - 作詞：AZUKI七／作曲：後藤康二／編曲：小林哲

「静かなるメロディー」のカップリング曲。
4. 蜜月(後にLive ver.がシングル、「きっともう恋にはならない」に収録される。)
  - 作詞：竹井詩織里／作曲：高森健太／編曲：増崎孝司
5. 新しい季節
  - 作詞：竹井詩織里／作曲：後藤康二／編曲：古井弘人
6. 二人のSunny day
  - 作詞：竹井詩織里／作曲：Hiya&Katsuma／編曲：麻井寛史
7. 夕凪
  - 作詞：AZUKI七／作曲：岡本仁志／編曲：Dr. Terachi＆Pierrot Le Fou

「君に恋してる」のカップリング曲。
8. 星のかけら 君の涙
  - 作詞：竹井詩織里／作曲：後藤康二／編曲：小林哲
9. 時の砂
  - 作詞：竹井詩織里／作曲：後藤康二／編曲：Dr. Terachi＆Pierrot Le Fou
10. 君に恋してる
  - 作詞：AZUKI七／作曲：後藤康二／編曲：小林哲
11. 今日
  - 作詞：竹井詩織里／作曲：後藤康二／編曲：Dr. Terachi＆Pierrot Le Fou

## 演奏
- 小野塚晃：Keyboards (#1)
- 大賀好修：Guitar (#1.5.10)
- 高島信二：Male Vox (#2.6)
- 増崎孝司
  - Guitar (#4.7.9.11)
  - Bass (#4)
- 小川逸史：Guitar (#5)
- Juan Carlos Lopez Valdes：Percussions (#6)
- 古賀和憲：Guitar (#8)
- 上石修
  - Trumpet (#9)
  - Flugel Horn (#11)